# منتخب نيكاراغوا تحت 20 سنة لكرة القدم
منتخب نيكاراغوا تحت 20 سنة لكرة القدم (بالإسبانية: Selección de fútbol sub-20 de Nicaragua)‏ هو ممثل نيكاراغوا الرسمي في المنافسات الدولية في كرة القدم في فئة كرة قدم تحت 20 سنة للرجال، يديريه اتحاد نيكاراغوا لكرة القدم.